# Premochtherus dichromopygus
Premochtherus dichromopygus là một loài ruồi trong họ Asilidae. Premochtherus dichromopygus được Tsacas miêu tả năm 1965. Loài này phân bố ở vùng Cổ Bắc giới.